# Падерно дел Грапа
Падѐрно дел Гра̀па (на италиански: Paderno del Grappa) е село в Северна Италия, община Пиеве дел Грапа, провинция Тревизо, регион Венето. Разположено е на 292 m надморска височина.